# WASP-49 b
WASP-49 b è un pianeta gioviano caldo in orbita attorno alla stella WASP-49, distante circa 638 anni luce dal sistema solare.
È stato scoperto con il metodo dei transiti nel 2011, nell'ambito del programma di ricerca di pianeti extrasolari condotto da SuperWASP, da cui la denominazione del pianeta e della stella. La comunicazione della scoperta è avvenuta nel 2012.

## Caratteristiche
Il pianeta orbita attorno alla stella in 2,78 giorni (circa 2 giorni, 18 ore e 45 minuti), ad una distanza pari mediamente a 0,0379 volte quella della Terra dal Sole, pari a circa 15 volte la distanza della Luna dalla Terra. Il pianeta appartiene alla categoria dei gioviani caldi. La sua temperatura di equilibrio è stata stimata in circa 1400 kelvin.
Nonostante il pianeta abbia un diametro confrontabile con quello di Giove, possiede solo il 40% della sua massa. La sua densità, infatti, è stata stimata in 300 kg/m³, di poco superiore a quella del sughero.

## Possibile esoluna vulcanica

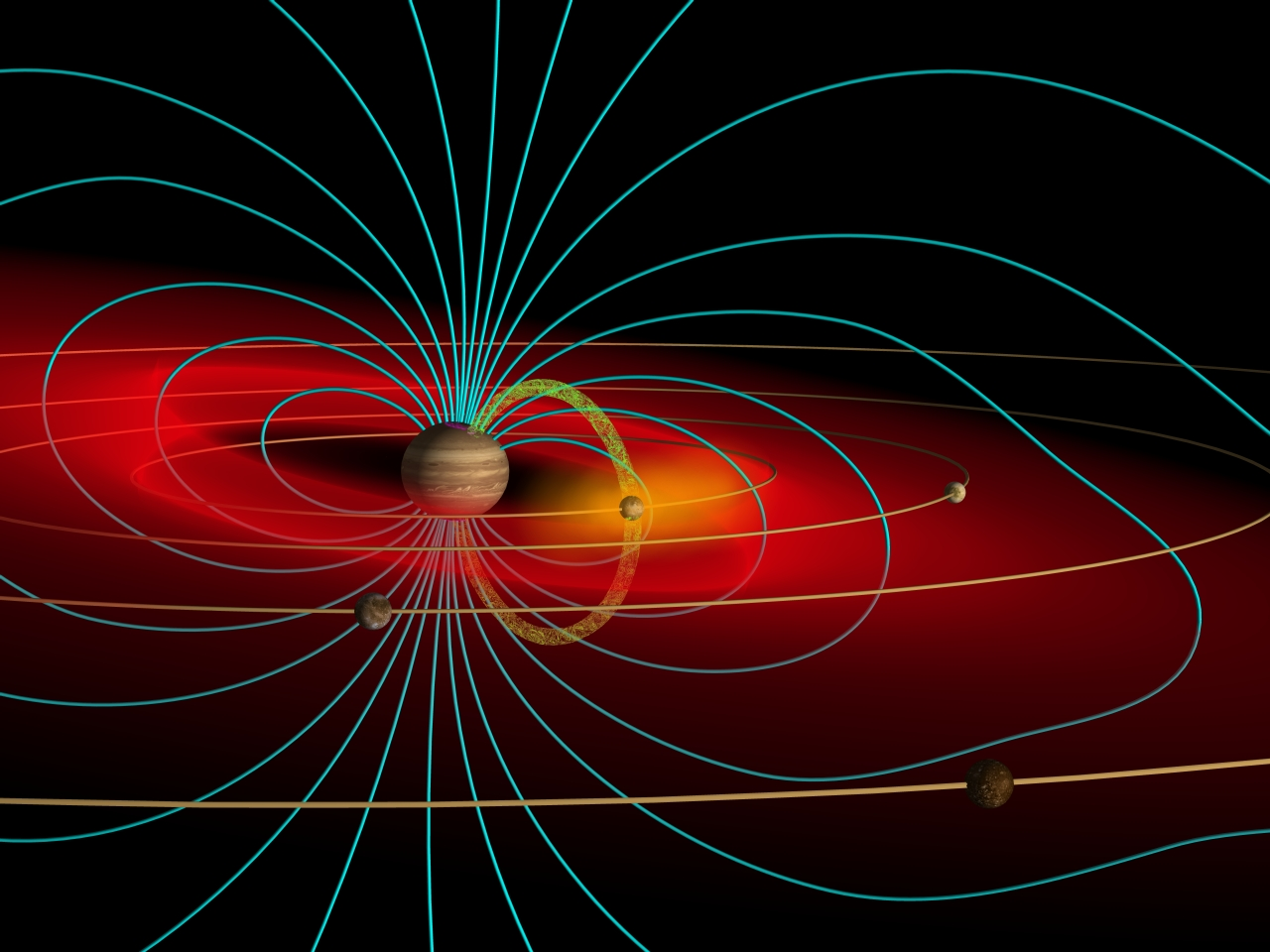
Rappresentazione schematica della magnetosfera di Giove che mostra il toro di plasma (in rosso) associato all'orbita di Io, la nube di sodio neutro che circonda la luna (in giallo), il tubo di flusso di Io (in verde) e le linee del campo magnetico (in blu).

Nel 2017, è stata rilevata la presenza di sodio attorno al pianeta. La rilevazione anche di potassio ha condotto alcuni ricercatori ad ipotizzare l'esistenza di una esoluna in orbita attorno al pianeta, caratterizzata da un'intensa attività vulcanica, come accade su Io, la luna di Giove. Osservazioni successive hanno permesso di confermare che il sodio è presente in una nube in orbita attorno al pianeta, con un periodo di circa 8 ore. Sebbene ciò ancora non costituisca conferma dell'esistenza della luna, è un dato a supporto di tale ipotesi.